# پارتیزان (فیلم)
پارتیزان یا شورشی (انگلیسی: Vigilante) یک فیلم انتقام‌جویانه و جنایی آمریکایی به کارگردانی ویلیام لوستیگ است که در سال ۱۹۸۲ منتشر شد.
این فیلم برای اولین بار در جشنواره کن در ۱۸ مه ۱۹۸۲ نمایش داده شد. به دنبال آن یک پیش نمایش دزدکی در شهر نیویورک در ۲۳ ژوئیه ۱۹۸۲ و انتشار گسترده‌ای در ایالات متحده در ۴ مارس ۱۹۸۳ انجام شد. در ایالات متحده ۵٫۰۹۱٫۸۸۸ دلار درآمد داشت.

## داستان
ادی مارینو (رابرت فورستر) کارگر یک کارخانه در نیویورک سیتی است. او یک زن به نام ویکی (روتانیا آلدا) و یک پسر هشت ساله به نام اسکات دارد. کارگران این کارخانه از پلیس و بی کفایتی‌هایش خسته شده‌اند و خودشان می‌خواهند جلوی ارازل و اوباشی که منطقه را به خطر انداخته‌اند، بگیرند.

## بازیگران
- رابرت فورستر
- فرد ویلیامسون
- ریچارد برایت
- جو اسپینل
- کرول لینلی
- وودی استرود
- استیو جیمز
- ویلی کولون